# Bezirk Lisko

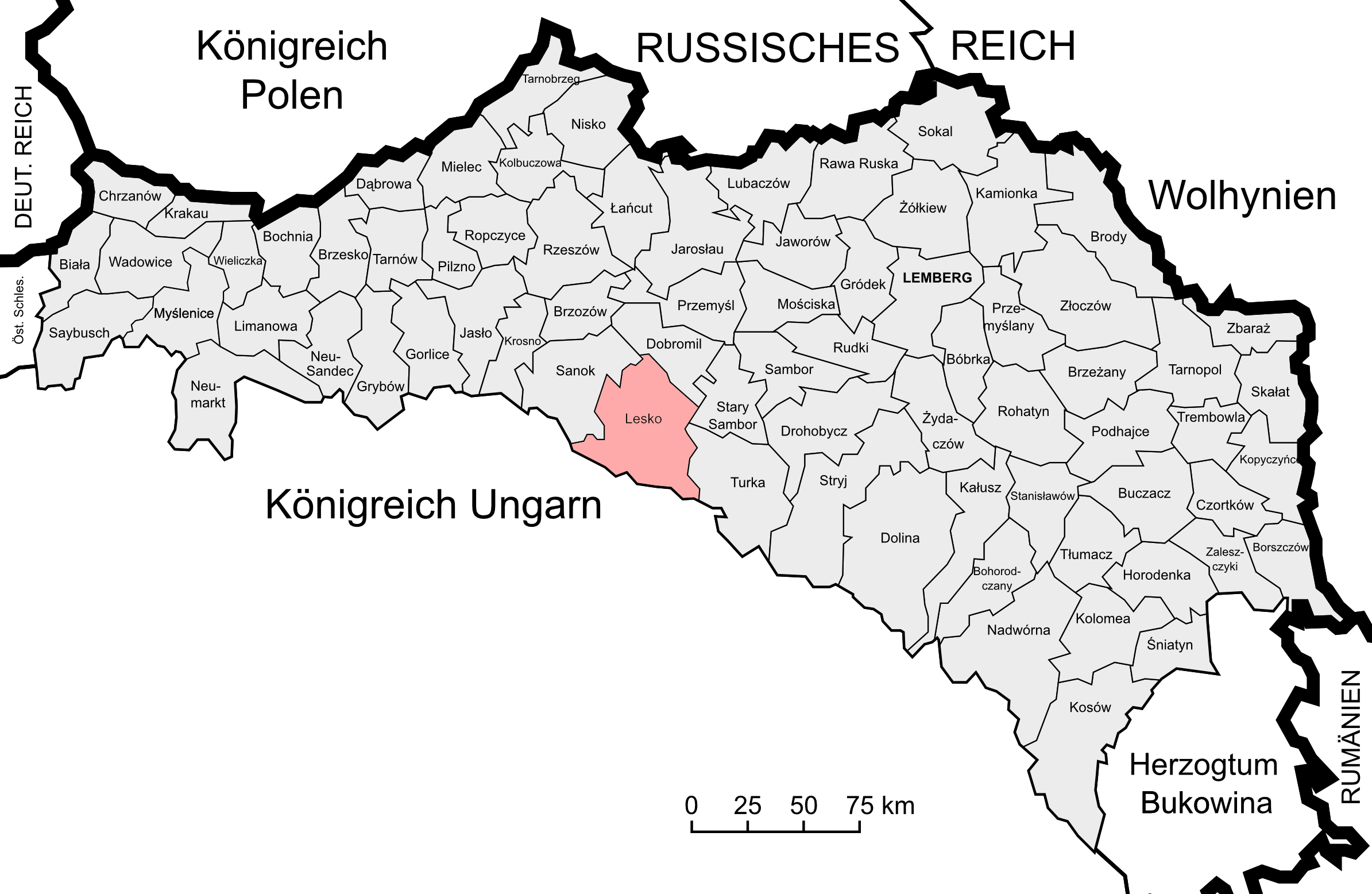
Lage des Bezirks Lisko im Kronland Galizien und Lodomerien

Der Bezirk Lisko war ein politischer Bezirk im Kronland Galizien und Lodomerien. Sein Gebiet umfasste Teile Ostgaliziens im heutigen Polen (Powiat Lisko), Sitz der Bezirkshauptmannschaft war die Stadt Lisko. Nach dem Ersten Weltkrieg musste Österreich den gesamten Bezirk an Polen abtreten, hier sind große Teile heute im Powiat Leski zu finden.
Er grenzte im Norden an den Bezirk Dobromil, im Nordosten an den Bezirk Stary Sambor, im Südosten an den Bezirk Turka, im Süden an das Königreich Ungarn sowie im Westen an den Bezirk Sanok.

## Geschichte
Nachdem die Kreisämter Ende Oktober 1865 abgeschafft wurden und deren Kompetenzen auf die Bezirksämter übergingen, schuf man nach dem Österreichisch-Ungarischen Ausgleich 1867 auch die Einteilung des Landes in zwei Verwaltungsgebiete ab. Zudem kam es im Zuge der Trennung der politischen von der judikativen Verwaltung zur Schaffung von getrennten Verwaltungs- und Justizbehörden. Während die gerichtliche Einteilung weitgehend unberührt blieb, fasste man Gemeinden mehrerer Gerichtsbezirke zu Verwaltungsbezirken zusammen. 
Der neue politische Bezirk Lisko wurde aus folgenden Bezirken gebildet:
- Bezirk Baligród (mit 62 Gemeinden)
- Bezirk Lutowiska (mit 24 Gemeinden)
- Bezirk Ustrzyki Dolne (mit 30 Gemeinden)
- Teilen des Bezirks Lisko (mit 18 Gemeinden)
- Teilen des Bezirks Brzozow (Gemeinde Wróblik Królewski)
- Teilen des Bezirks Dobromil (Gemeinden Obersdorf, Smolnica, Wolica, Rudawka, Nanowa, Steinfels, Stebnik und Smereczna mit Prinzenthal)

Der Bezirk Lisko bestand bei der Volkszählung 1910 aus 159 Gemeinden sowie 146 Gutsgebieten und umfasste eine Fläche von 1832 km². Hatte die Bevölkerung 1900 noch 95.362 Menschen umfasst, so lebten hier 1910 98.492 Menschen. Auf dem Gebiet lebten dabei mehrheitlich Menschen mit ruthenischer Umgangssprache (69 %) und griechisch-katholischem Glauben, Juden machten rund 14 % der Bevölkerung aus (typische Schtetl waren Baligród, Lisko, Lutowiska, Ustrzyki Dolne).

## Ortschaften
Auf dem Gebiet des Bezirks bestand 1900 Bezirksgerichte in Baligród, Lisko, Lutowiska und Ustrzyki Dolne, diesen waren folgende Orte zugeordnet:
Gerichtsbezirk Baligród (55 Ortsgemeinden):
- Markt Baligród
- Balnica
- Bereżnica Wyżna
- Buk
- Bukowiec
- Bystre
- Cisna
- Cisowiec
- Dołzyca
- Gorzanka
- Habkowce
- Horodek
- Jabłonki
- Jaworzec
- Kalnica ad Cisna bestehend aus den Ortsteilen Kalnica ad Cisna und Strubowiska
- Kielczawa
- Kołonice
- Krywe ad Cisna
- Krywe ad Tworylne auch Krywe nad Sanem
- Liszna
- Łopienka
- Łubne
- Łuh
- Łupków
- Maniów
- Mchawa
- Nowosiółki
- Polanki
- Przysłup
- Rabe ad Baligród bestehend aus den Ortsteilen Huczwice und Rabe ad Baligród
- Radziejowa
- Rajskie bestehend aus den Ortsteilen Rajskie und Sawkowczyk
- Rostoki Dolne
- Rybne
- Smerek
- Smolnik ad Baligród
- Solinka
- Stężnica
- Studenne
- Szczerbanówka
- Terka
- Tworylne
- Tyskowa
- Wetlina
- Wola Górzańska
- Wola Michowa
- Wołkowyja
- Zahoczewie
- Zawój
- Zawóz
- Żerdenka
- Żernica Niżna
- Żernica Wyżna
- Zubeńsko
- Żubracze

Gerichtsbezirk Lisko (46 Ortsgemeinden):
- Bachlawa
- Bereska
- Bereżnica Niżna
- Bezmichowa Dolna
- Bezmichowa Górna
- Bóbrka
- Brelików
- Choceń
- Czaszyn bestehend aus den Ortsteilen Brzezowiec und Czaszyn
- Dziurzdziów
- Glinne
- Hoczew
- Huzele
- Jankowce
- Kalnica ad Lisko
- Kamionki
- Stadt Lisko
- Łukawica
- Łukowe
- Manasterzec
- Myczków
- Myczkowce
- Olchowa
- Olszanica
- Orelec
- Paszowa
- Polańczyk
- Poraż
- Posada Liska
- Postołów
- Ropienka
- Rudenka
- Serednie Wielkie
- Średnia Wieś
- Stańkowa
- Sukowate
- Tarnawa Dolna
- Tarnawa Górna
- Uherce
- Wańkowa
- Weremień
- Wola Matyaszowa
- Wola Postołowa
- Zabrodzie
- Zawadka
- Zwierzyń

Gerichtsbezirk Lutowiska (24 Ortsgemeinden):
- Berehy Górne
- Caryńskie
- Chmiel
- Chrewt bestehend aus den Ortsteilen Chrewt und Olchowiec
- Dwernik
- Hulskie
- Krywka
- Markt Lutowiska
- Nasiczne
- Paniszczów
- Polana
- Procisne
- Rosochate
- Rosolin
- Ruskie
- Serednie Małe
- Skorodne
- Smolnik ad Lutowiska
- Stuposiany
- Ustrzyki Górne
- Wołosate
- Wydrne
- Zatwarnica
- Żurawin

Gerichtsbezirk Ustrzyki Dolne (29 Ortsgemeinden):
- Bandrów Kolonia
- Bandrów Narodowy
- Berehy Dolne
- Czarna
- Daszówka
- Dźwiniacz Dolny
- Hoszów
- Hoszowczyk
- Jałowe
- Jasień
- Leszczowate
- Łobozew
- Łodyna
- Moczary
- Rabe ad Ustrzyki
- Romanowa WOla
- Równia
- Serednica
- Sokole
- Sokołowa Wola
- Solina
- Stefkowa
- Strwiążyk
- Teleśnica Oszwarowa
- Teleśnica Sanna
- Markt Ustrzyki Dolne
- Usyanowa
- Zadwórze
- Żołobek